# Stefan Raszeja

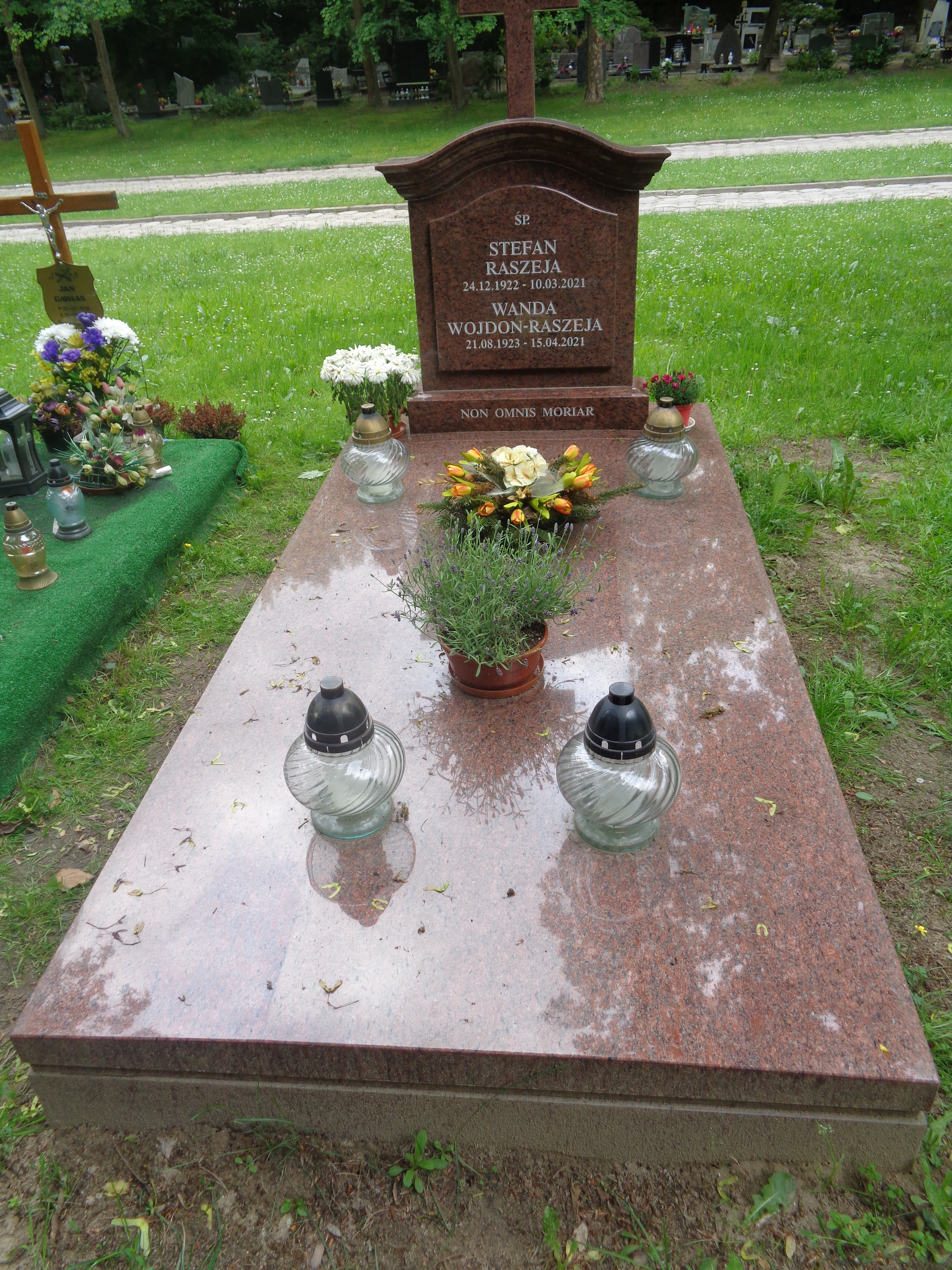
Grób Stefana Raszeji na Cmentarzu Srebryzsko w Gdańsku

Stefan Raszeja (ur. 24 grudnia 1922 w Starogardzie Gdańskim, zm. 10 marca 2021) – polski lekarz medycyny sądowej, profesor, rektor Akademii Medycznej w Gdańsku w latach 1972–1975. Pionier bioetycznej oceny badań naukowych w Polsce.

## Życiorys
W 1951 ukończył studia na Wydziale Lekarskim Akademii Medycznej w Poznaniu. Podczas studiów w 1947 rozpoczął pracę w Zakładzie Medycyny Sądowej Wydziału Lekarskiego Uniwersytetu Poznańskiego pod kierunkiem Sergiusza Schilling-Siengalewicza.
W 1959 obronił pracę doktorską, a w 1963 uzyskał stopień doktora habilitowanego. Tytuł naukowy profesora nadano mu w 1969.
W 1963 został kierownikiem Katedry i Zakładu Medycyny Sądowej AM w Gdańsku.  Od 1966 do 1969 w Gdańsku był dziekanem, przez następne trzy lata prorektorem ds. nauki, a następnie – rektorem. Doprowadził do gruntownej przebudowy Katedry; odtąd możliwe były zajęcia w prosektorium bez opuszczania jej terenu. Zorganizował też pracownię toksykologiczną i hemogenetyczną. Powierzchnia wszystkich nieruchomości Katedry wyniosła ponad 1100 m².
Należał m.in. do:
- Międzynarodowego Stowarzyszenia Nauk Sądowych, którego był wiceprzewodniczącym;
- Międzynarodowej Akademii Medycyny Prawnej i Społecznej w Lyonie;
- wielu międzynarodowych organizacji medycznych, których był członkiem honorowym,
- Polskiego Towarzystwa Medycyny Sądowej i Kryminologii, którego był prezesem.

Od 1970 był też założycielem i redaktorem naczelnym czasopisma naukowego Annales Academiae Medicae Gedanensis, przekształconego później w European Journal of Translational and Clinical Medicine (EJTCM).
W 1980 doprowadził do rozpoczęcia programu przeszczepu nerek w Gdańsku.
Przeszedł na emeryturę w 1993. W 1999 uzyskał tytuł doktora honoris causa Akademii Medycznej w Bydgoszczy. 
27 czerwca 2014 uzyskał tytuł doktora honoris causa Gdańskiego Uniwersytetu Medycznego.
Jego dorobek naukowy to ponad 240 publikacji naukowych, z czego 70 ukazało się w renomowanych czasopismach za granicą.
Był członkiem redakcji czasopism naukowych:
- American Journal of Forensic Medicine and Pathology
- Rechtsmedizin
- Archiwum Medycyny Sądowej i Kryminologii

Pochowany na gdańskim Cmentarzu Srebrzysko (rejon IV, taras IV, rząd 1a-16).

## Odznaczenia i wyróżnienia[3]
- 1972: Krzyż Partyzancki
- 1973: Krzyż Kawalerski Orderu Odrodzenia Polski
- 1988: Krzyż Komandorski Orderu Odrodzenia Polski
- 1989: Medal Rodła
- 1975: Medal Komisji Edukacji Narodowej
- 1995: Odznaka „Weteran Walk o Wolność i Niepodległość Ojczyzny”
- 1997: Medal 1000-lecia miasta Gdańska